# Endangered Species (album de Lynyrd Skynyrd)
Pour les articles homonymes, voir Endangered Species.
Albums de Lynyrd Skynyrd
The Last Rebel
(1993) Twenty
(1997)
Singles
1. Sweet Home Alabama
Sortie : 1994

Endangered Species est le huitième album du groupe de rock sudiste américain Lynyrd Skynyrd. Il est sorti en août 1994 sur le label Capricorn Records et a été produit par Barry Beckett.

## Historique
Cet album enregistré dans les studios Masterfonics à Nashville dans le Tennessee comporte des standards du groupe revisités de façon acoustique ainsi que des titres inédits et la reprises de la chanson Heartbreak Hotel popularisée par Elvis Presley.
La chanson Sweet Home Alabama, dans sa version acoustique, sera le single de promotion de l'album.
Il est le seul album que le groupe enregistra pour Capricorn Records, le seul sur lequel joue Mike Estes et également le dernier avec Ed King qui sera obligé de quitter le groupe en 1996 à cause de problèmes cardiaques.
Il se classa à la 115e place dans les charts du Billboard 200 aux États-Unis.

## Liste des chansons
| 1.    | Down South Jukin'                   | Ronnie Van Zant, Gary Rossington                              | 2:38 |
| 2.    | Heartbreak Hotel                    | Mae Boren Axton,Tommy Durden, Elvis Presley                   | 4:01 |
| 3.    | Devil in the Bottle (titre inédit)  | Johnny Van Zant, Rossington, Dale Krantz-Rossington, M. Estes | 3:35 |
| 4.    | Things Goin' On                     | R. Van Zant, Rossington                                       | 3:00 |
| 5.    | Saturday Night Special              | R. Van Zant, Ed King                                          | 3:53 |
| 6.    | Sweet Home Alabama                  | R. Van Zant, Rossington, King                                 | 4:01 |
| 7.    | I Ain't the One                     | R. Van Zant, Rossington                                       | 3:27 |
| 8.    | Am I Losin'                         | R. Van Zant, Rossington                                       | 4:06 |
| 9.    | All I Have Is a Song (titre inédit) | J. Van Zant, Rossington                                       | 3:21 |
| 10.   | Poison Whiskey                      | R. Van Zant, King                                             | 2:47 |
| 11.   | Good Luck, Bad Luck (titre inédit)  | King, Estes                                                   | 3:23 |
| 12.   | The Last Rebel                      | J. Van Zant, Rossington                                       | 5:42 |
| 13.   | Hillbilly Blues (titre inédit)      | J. Van Zant, Rossington, King, Estes                          | 3:42 |
| 47:36 |                                     |                                                               |      |

## Composition du groupe
- Johnny Van Zant : chant
- Gary Rossington : guitare acoustique, National guitares
- Ed King : guitare acoustique Martin, mandoline
- Mike Estes : guitare acoustique Gibson J-200
- Leon Wilkeson :  basse acoustique Ovation
- Billy Powell : piano
- Owen Hale : percussions, batterie
- Dale Krantz-Rossington : chœurs,
- Debbie Davis : chœurs

## Charts
| Pays                     | Durée du classement | Meilleur classement |
| ------------------------ | ------------------- | ------------------- |
| États-Unis Billboard 200 | 4 semaines          | 115e                |